# Bottega Verde
«Bottega Verde» — итальянский производитель косметической продукции.

## История
Компания была основана в 1972 году в итальянском городе Пьенца.
В 1986 году был открыт первый монобрендовый магазин, в результате которого Bottega Verde стала первой группой в Италии по количеству косметических магазинов.
В 2000 году бренд начал расширяться за рубежом, начиная с 80 торговых точек в Европе и США.
В 2011 году в Модене был открыт первый оздоровительный центр Bottega Verde: Naturalmente Spa.
Лаборатория исследований и разработок компании сотрудничает с университетами Милана и Феррары.

## Награды
В 2013 году компания была награждена Beauty Web Award.
В 2018 году компания получила награду Netcomm eCommerce Award за лучший онлайн-магазин.
В 2019 году компания была удостоена награды Cresco Award.